# Дембеля (песня)
Уезжают в родные края

Дембеля, дембеля, дембеля

И куда ни взгляни

В эти майские дни —

Всюду пьяные бродят они.

«Уезжают в родные края, дембеля, дембеля, дембеля» — советская солдатская песня. В 70-е, 80-е гг. была известна практически каждому солдату.

## Содержание
Песня является повествованием от лица военнослужащего, увольняющегося в запас и покидающего воинскую часть, девушку, которая просит его остаться, и передающего своего рода эстафету вновь прибывшим новобранцам, отслужить такую же службу и пройти те же испытания.
Песни «дембелей» посвящены солдатам, отслужившим свой срок. В них звучит мотив долгожданной свободы, вседозволенности. Именно в этих песнях много сниженной лексики, исполнители особый акцент делают на пьянство, разгул возвращающихся со службы солдат.
Солдатские песни о любви особенно близки к народному романсу. В центре этих песен — неразделенная любовь, измена, разлука, драма на почве ревности, месть за измену, тоска по возлюбленной и т. д. Сюжет этих песен мелодраматический, однако, песня «Дембеля» одна из тех армейских песен, в которых звучит тема «дешёвой» любви, любви на время.

## Варианты текста и музыки
Переходя из солдатских блокнотов, соответственно количеству исполнителей варьируется и текст песни. Он подстраивается под род войск исполнителя (например, «молодцы́-погранцы, дембеля»), под сезон увольнения («и куда ни взгляни, в эти осенние дни»), под конкретное место несения службы («покидают костромские края…») и так далее. Данный текст был написан в 1975 −1976году. В 400 артполку Франкфурт на Одере, 400САП, пп61103. В 1976 году дембеля вывезли на кассетах из ГДР. Писался текст в ремроте данной части.
Один из первых записанных на бумаге вариантов текста, известных на сегодняшний день, был записан военнослужащим СА Виктором Беляевым 4 февраля 1978 г., служившим, судя по всему, в Коми АССР («покидают воркутинские края…»).
Хотя изначально в песне лейтмотивом прослеживается тема песни «Васильки» (музыка: П. Аедоницкий, стихи: Я. Халецкий), которую в начале 1970-х впервые исполнила певица Ирина Бржевская. Оттуда, помимо музыки, взята и 3-я строка 1-го куплета: «И куда ни взгляни в эти тёплые дни…», в которой «дни» были переделаны в «майские». Музыка же была использована полностью, но впоследствии упростилась и трансформировалась, «уйдя в народ».

## В популярной культуре

### В музыке
Песню «Дембеля» исполняли: Максим Гликин, Александр Коренюгин, Виктор Дорин, «Сержант Агапов», «Коммунизм» (альбом «Солдатский сон»), ансамбль ВДВ «Голубые береты» (альбом «Грустит настольный календарь» — это абсолютно другая песня с таким же названием) и другие исполнители. Первое изданное на CD исполнение песни — оцифрованные записи 1982-го ВИА «Танкист» — это бывший ансамбль 108 дивизии.
Когда в него в 1983 году пришёл на замену дирижёр Андрей Сухов, этот ансамбль назвали «Каскад». Одна из самых первых, дошедших до настоящего времени магнитных записей песни, исполнена известным ныне писателем-фантастом, а тогда (март 1988 года) военнослужащим в\ч 18850 Владиславом Конюшевским.
Песня также вышла в сборниках:
- Армейские песни — Хиты под гитару (2009)
- В нашу гавань заходили корабли (2006)
- Солдатская студия — Дембеля (2005)
- Песни про Карабах, Афганистан, Армейские (1997)

В своей рецензии на сборник «Поднебесная № 1», музыкальный критик Максим Кононенко называет песню группы «ОРКРИСТ» — «Планета» — написанной в стилистике песни «Дембеля».

### В художественных фильмах, мультфильмах и телесериалах
Песня звучит в кинофильме Романа Качанова «ДМБ» в исполнении старшего сержанта Лаврова (Михаил Владимиров) под аккомпанемент рядового Каширского (Михаил Петровский), а также в мультфильме «Десантник Стёпочкин» в исполнении рядовых Кузи и Сан Саныча (Владимир Виноградов и Алексей Елизаветский), — на основе мелодии песни «Дембеля» композитор Андрей Кашин написал всё музыкальное сопровождение мультфильма. Также песня звучит в популярном телесериале «Солдаты».
Песня звучит в фильме "Делай — раз!" (1989).
По мнению корреспондента «Комсомольской правды», офицера запаса Сергея Черных, нескольких стандартных шаблонов, вроде «Офицеры — тупые», «Прапорщики — вороватые», «Дембеля — сборище уродов», а также песни «Дембеля» достаточно чтобы приступать к съёмке современного телесериала на тематику военной службы: «Переставляя эти кубики в любом порядке, можно клепать по серии в день».
В одном из скетчей сериала «6 кадров» проводница (Галина Данилова), возмущённая фальшивой игрой на гитаре подвыпивших демобилизованных солдат (Андрей Кайков и Эдуард Радзюкевич), входит к ним в купе и показывает, как нужно играть песню «Дембеля» правильно.

### В литературе
- В повести Закира Дакенова «Вышка» (1987) — одной из первых книг о неуставных отношениях в Советской армии, изданных ещё в доперестроечном СССР, опубликованной сначала в журналах «Парус» и «Степные просторы», а затем, в 1991 году, вышедшей в отдельном издании, книге — «Вышка». Повесть была отмечена критикой, в частности, прозаиком Русланом Киреевым. В концовке повести, песню поют почти все основные персонажи под аккомпанемент готовящегося к увольнению военнослужащего Игоря Замятина[6].
- Николай Заусаев в «Армейской Истории», — документальной повести о Советской Армии эпохи 80-х, — вспоминает: Дембельский альбом — это целое творчество, шедевр искусства. Непременной составляющей дембельского альбома являлись стихи. Самым распространенным опусом были выдержки из трагической дембельской песни, которая исполнялась весьма жалостливо. Под этими строками обычно и вклеивались позаимствованные у сослуживцев и из журналов девичьи фотографии. Причем все занесенные в альбом строки содержали массу грамматических ошибок, типа: «паднимаю в бакалах шанпанское»[7].
- Автобиографическая книга Юрия Трофимова «Первый Долг Родине» заканчивается эпилогом в виде первого куплета песни «Дембеля»[8].
- В сборнике афганских рассказов «Семь Бед», автор — Виктор Фомин так описывает песню «Дембеля»: «Ни слов нормальных, ни мелодии, ерунда полная — десяток строк и три аккорда. Но зато популярная, просто вечный „хит“, ни одни посиделки без неё не обходились.»[9]
- В автобиографическом рассказе Дениса Бутова о его участии в Чеченском конфликте «Лекарство против морщин» опубликованном в сборнике новой военной прозы, также есть строки из песни «Дембеля»[10].
- В статье Александра Бруссуева «Полярник» песню напевает посыльный Женя Козлов[11].
- В повести Дмитрия Ермакова «Жизнь Ершова», песня снится главному герою — рядовому Юрию Ершову[12].
- В рассказе Руслана Нурушева «По ком не звонит колокол» песню напевает главный отрицательный персонаж — вернувшийся из Чечни наводчик-оператор БМП, младший сержант Сливченко[13].
- В рассказе Андрея Волоса «Чужой. Хуррамабадская трилогия», безымянный солдат — второстепенный персонаж рассказа, беспечно бродя по палубе парохода и подойдя к группе туристов играющих на гитаре, просит их сыграть дембельскую песню, напев: «в этии майские днии всюду ходюют онии, дембеля, дембеля, дембеля…»[14]
- В рассказе Романа Сенчина «Лёд под ногами», опубликованном в журнале «Знамя», песню исполняет один из второстепенных персонажей — Лёха Балтин[15].
- В романе Андрея Геращенко «Учебка» песню поют в два голоса Старшие сержанты Щарапа и Дубиленко[16].
- В романе Дмитрия Вересова и Феликса Разумовского «Сердце льва» песню поёт мрачная толпа под аккомпанемент безымянного ефрейтора, перед воинскими кассами Московского вокзала[17].
- В фэнтези-романе Дмитрия Смирнова «Геракл без галстука», песню «Дембеля» называемую в книге «Дембельской отвальной» по вечерам исполняют в ресторанах Фив после возвращения туда Геракла[18].
- В фантастическом боевике Романа Злотникова и Олега Маркелова «Крыло ангела», песню поёт военнослужащий из компании демобилизованных солдат Советской армии[19].
- Вторая часть куплета песни используется в качестве пролога к главе о «дедовщине», в книге «Энциклопедия заблуждений. СССР»[20]

## Видео
- Песня «Дембеля» в кинофильме «ДМБ» на YouTube
- Песня "Дембель" от группы "ВИА Танкист" на YouTube